# قرار مجلس الأمن التابع للأمم المتحدة رقم 1443
قرار مجلس الأمن التابع للأمم المتحدة رقم 1443، المتخذ بالإجماع في 25 تشرين الثاني / نوفمبر 2002، بعد الإشارة إلى جميع القرارات السابقة بشأن العراق، بما في ذلك القرارات 986 (1995) و1284 (1999) و1352 (2001) و1360 (2001) و1382 (2001) و1409 (2002) بشأن برنامج النفط مقابل الغذاء. قام المجلس، بموجب الفصل السابع من ميثاق الأمم المتحدة، بتمديد الأحكام المتعلقة بتصدير النفط العراقي أو المنتجات البترولية مقابل مساعدات إنسانية حتى 4 ديسمبر 2002.
كان مجلس الأمن مقتنعا بالحاجة إلى إجراء مؤقت لتقديم المساعدة الإنسانية للشعب العراقي حتى تنفذ الحكومة العراقية أحكام القرار 687 (1991) و1284، وتوزيع المساعدات في جميع أنحاء البلاد بالتساوي. كما أكد من جديد التزام جميع الدول بسيادة العراق وسلامته الإقليمية.
ثم تم تمديد برنامج النفط مقابل الغذاء لمدة تسعة أيام (المرحلة 12) قبل تجديده مرة أخرى. تم منح التمديد لإتاحة مزيد من الوقت للدبلوماسيين لمناقشة تمديد إما ستة أشهر أو 90 يومًا.

## روابط خارجية
- نص القرار في undocs.org